# Завод суперфосфату в Аваруа
Завод суперфосфату в Аваруа — підприємство хімічної промисловості на Південному острові Нової Зеландії.
В 1958-му Southland Co-operative Phosphate Company запустила в Аваруа завод з виробництва суперфосфату. 
В 1964 – 1968 роках завод постачав споживачам від 145 до 168 тисяч тонн добрив на рік (без урахування 3 – 5 тисяч тонн імпортованого хлориду калію). При цьому простий суперфосфат складав незначну частку в цих поставках, тоді як більшість об’ємів приходилась на суміші – до 40% становив серпентиновий суперфосфат, дещо менше припаlало на калієвий суперфосфат, також випускали суміші з додаванням бору, кобальту, молібдату та інші. В цей період обсяги імпорту хлориду калію (як для змішування, так і для продажу) становили біля 15 тисяч тонн на рік.
Технологія виробництва суперфосфату передбачає обробку фосфоритів сульфатною кислотою, яку тривалий час продукували в самому Аваруа в обсягах до 372 тонн на добу. На початку 2000-х вирішили перейти на імпортні поставки, для чого в розташованому неподалік порту Блафф спорудили резервуар на 12 тисяч тонн сульфатної кислоти. На самому майданчику залишилось два буферні резервуари ємністю по 1000 тонн, а чотири меніш резервуари, які були встановлені ще в 1950-х роках, демонтували.
В 1997-му Southland Co-operative Phosphate Company була придбана іншим виробником добрив BOP  Fertiliser, а в 2001-му BOP Fertiliser, Southland Co-operative Phosphate та ще дві придбані BOP Fertiliser компанії, які володіли заводами добрив у Вангареї та Капуні, об’єднали у Ballance Agri-Nutrients Limited.